# Lars Simonsen
Lars Simonsen (Odense, 19 september 1963) is een Deens acteur.

## Biografie
Simonsen studeerde af in acteren aan de Aarhus Theatre in Aarhus, hierna trad hij op in diverse theaters in het land.
Simonsen begon in 1984 met acteren voor televisie in de film Tro, håb og kærlighed, waarna hij nog meerdere rollen speelde in films en televisieseries.

## Filmografie

### Films
Uitgezonderd korte films.
- 2022 De forbandede år 2 - als Sten
- 2020 De forbandede år - als Sten
- 2013 Hvor lyset kommer ind - als Lukas
- 2009 Broderskab - als Faderen
- 2005 Dommeren - als Arne Ploug
- 2003 Afgrunden - als Grigori Chmara
- 1999 Klinkevals - als Simon Berggren
- 1999 Manden som ikke ville dø - als Adrian Palmberg
- 1997 Barbara - als hr. Poul
- 1996 Bella, min Bella - als vader van Bella
- 1996 Tøsepiger - als Michael
- 1991 Superdame - als Adam
- 1991 De nøgne træer - als Kjeld
- 1987 Pelle erobreren - als Niels Køller
- 1985 Når engle elsker - als Mortensens søn
- 1984 Tro, håb og kærlighed - als Erik

### Televisieseries
Uitgezonderd eenmalige gastrollen.
- 2021 Fars Drenge - als Erik - 3 afl.
- 2020 Når støvet har lagt sig - als Henrik - 2 afl.
- 2018-2019 The Rain - als Frederik - 5 afl.
- 2016 Bedrag - als Ulrik Skov - 8 afl.
- 2014 Kødkataloget - als Mandrup - 6 afl.
- 2011-2013 The Bridge - als Jens Hansen / Sebastian Sandstrod - 15 afl.
- 2009-2010 Lærkevej - als Thomas - 8 afl.
- 2009 Mille - als Bilisten - 6 afl.
- 2009 Livvagterne - als Jørgen Friis - 2 afl.
- 2007 Forbrydelsen - als Peter Lassen - 2 afl.
- 1994-1995 Landsbyen - als Thomas Jonsen - 7 afl.
- 1985 Jane Horney - als Jonas - 6 afl.

- Bibliothèque nationale de France: cb142275921 (data)
- Gemeinsame Normdatei: 137455984
- International Standard Name Identifier: 0000 0000 0317 6782
- Library of Congress Control Number: no2015082057
- Système universitaire de documentation: 202402576
- Virtual International Authority File: 65149366274385601945